# Tilleul-Dame-Agnès
Tilleul-Dame-Agnès è un comune francese di 234 abitanti situato nel dipartimento dell'Eure nella regione della Normandia.

## Società

### Evoluzione demografica
Abitanti censiti